# Calcare
Il calcare è una roccia sedimentaria il cui componente principale è rappresentato dal minerale calcite. I depositi di calcare, quindi il minerale stesso, sono più o meno compenetrati da impurità argillose o quarzitiche. La calcite è un minerale spesso accoppiato alla dolomite.

## Descrizione

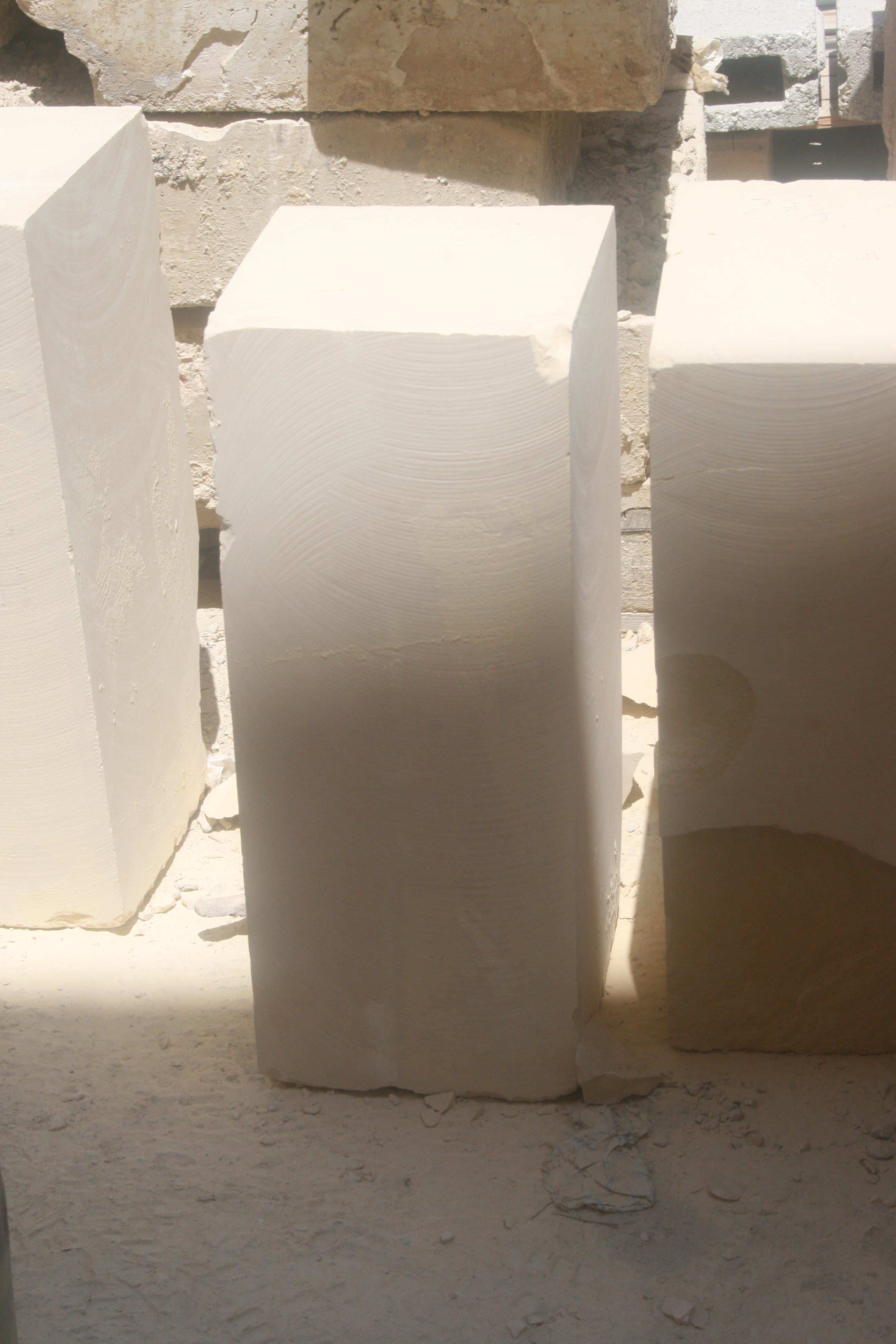
Calcare tagliato in blocchi per costruzioni

Il calcare è una roccia sedimentaria, classificata in base a criteri sedimentologici e composizionali come appartenente alle rocce allochimiche carbonatiche, cioè derivate dall'accumulo di particelle formatesi per precipitazione chimica (chimiche in senso stretto) o per secrezione organica (organogene) all'interno di un bacino di sedimentazione; come tale, la sua composizione è sempre molto variabile in funzione delle "condizioni di formazione" in base alle quali tutte le rocce sedimentarie, comprese quelle carbonatiche, si suddividono in tre grandi gruppi:
- sedimenti chimici.
- sedimenti organogeni.
- sedimenti clastici.

La parte prevalente delle rocce calcaree va inclusa nei sedimenti organogeni; una parte minore si è formata per precipitazione da soluzioni acquose soprasature come sedimenti chimici. Infine, possono anche formarsi sedimenti calcarei clastici, qualora le rocce, formatesi originariamente per via chimica o organogena, vengano distrutte fisicamente e poi ricomposte in altro luogo.
Le rocce calcaree partecipano solo per circa lo 0,25% alla formazione della crosta terrestre, ma rappresentano il terzo tipo di "roccia sedimentaria" più recente dopo gli scisti argillosi e le arenarie.
Fra i numerosissimi utilizzi del calcare (in pezzatura e miscela diverse come pietrame, pietrisco o sabbia) ricordiamo le costruzioni stradali, la produzione di calcestruzzo, nell'industria dell'acciaio, della chimica e del cemento.

## Origine del calcare

### Origine chimica

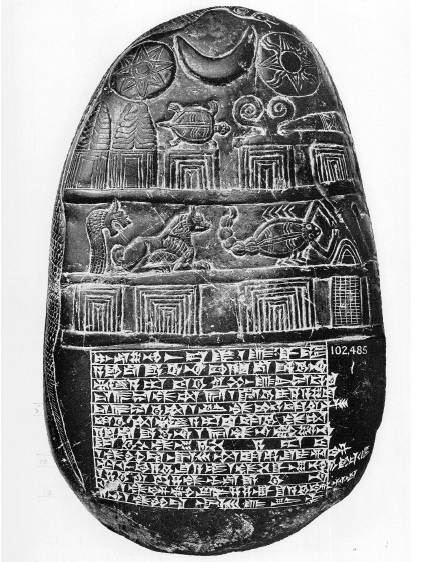
Il cosiddetto "kudurru di Gula-Eresh" (BM 102485) in pietra calcarea, del periodo del re Enlil-nādin-apli, quinto re della Seconda dinastia di Isin, la quarta dinastia babilonese. I kudurru erano documenti in pietra usati come cippi di confine o documenti amministrativi. Gula-Eresh è il nome di un cittadino beneficiario di una concessione terriera, i cui termini sono illustrati nel kudurru.

Determinante per la formazione chimica del calcare è il prodotto di soluzione del CaCO3
{\displaystyle {\ce {(1)\,\,\,[Ca^{2+}]\cdot [CO_{3}^{2-}]=\,L\,=4,9\cdot 10^{-9}}}}
e gli stadi di dissociazione dell'acido carbonico:
{\displaystyle {\ce {(2)\,\,\,[H+]\cdot [HCO_{3}^{-}]/[H2CO3]\,=\,K_{1}\,=\,1,72\cdot 10^{-4}}}}
{\displaystyle {\ce {(3)\,\,\,[H+]\cdot [CO_{3}^{2-}]/[HCO3^{-}]\,=\,K_{2}\,=\,4,84\cdot 10^{-11}}}}
Alla diminuzione della concentrazione degli ioni di idrogeno, risulta aumentata secondo l'equazione (2) la concentrazione degli ioni di bicarbonato e secondo la (3) la concentrazione degli ioni di carbonato. Si perviene in tal modo alla precipitazione dovuta al superamento per eccesso del prodotto di solubilità del carbonato di calcio.
Un aumento della concentrazione degli ioni di idrogeno porta invece a una diminuzione della concentrazione di ioni di carbonato secondo l'equazione (3) e quindi a un superamento per difetto del prodotto di solubilità del carbonato di calcio, ossia a una soluzione rinforzata del carbonato di calcio. Le reazioni che si sviluppano alla formazione della calcite si possono riprodurre nel seguente schema di reazione:
{\displaystyle {\ce {H_{2}O\,+CO_{2}\leftrightarrows H_{2}CO_{3}\leftrightarrows H^{+}\,+HCO_{3}^{-}\leftrightarrows 2H^{+}CO_{3}^{2-}}}}
{\displaystyle {\ce {CaCO_{3}\,+H^{+}\,+HCO_{3}^{-}\leftrightarrows Ca(HCO_{3})_{2}\leftrightarrows Ca^{2+}\,+2HCO_{3}^{-}}}}

### Origine organogena

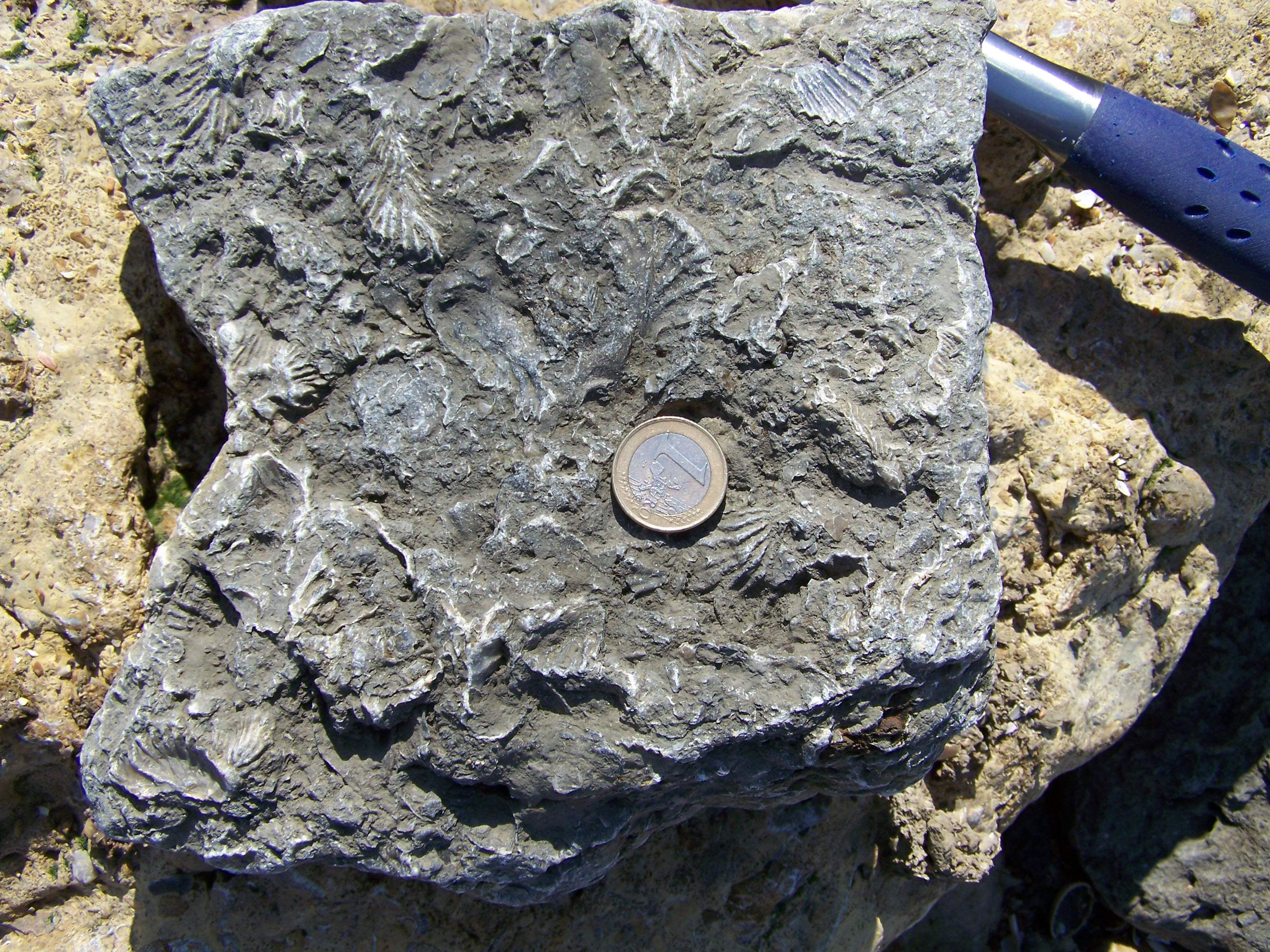
Calcare (boundstone) prevalentemente formato da fossili di bivalvi Gryphea Giurassici, Normandia

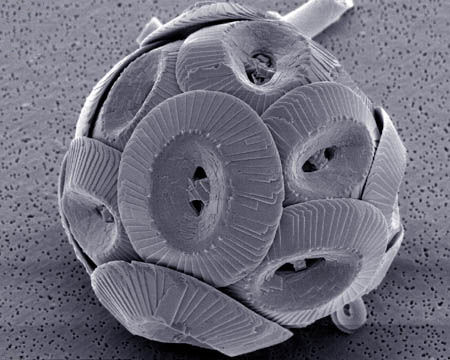
Coccosfera di Coccolithus pelagicus

La formazione organogena del calcare deriva dal fatto che molti esseri viventi sono dotati di un guscio o scheletro calcareo. Dopo la morte di tali organismi, i resti dopo un percorso più o meno lungo vanno a fondo, deponendosi sul fondale marino. Dopo la decomposizione delle parti molli, le parti mineralizzate formano sedimenti che ricoprono aree sovente di notevole estensione. Ad esempio, le "melme" a globigerina coprono oggi il 37,4% del fondo del mare, che corrisponde al 25,2% dell'intera superficie terrestre.
Tra gli esempi fossili, le rocce calcaree del Muschelkalk ("calcare conchigliare" del Triassico della Germania) sono costituite in gran parte da resti di conchiglie di molluschi.
Esistono anche organismi che contribuiscono attivamente alla costruzione di strutture mineralizzate, come ad esempio i coralli, e danno luogo a vere e proprie scogliere organogene. In questo caso gli organismi vivi crescono sugli scheletri delle generazioni precedenti, formando con le loro strutture un intreccio nel quale i vuoti vengono progressivamente colmati da cementi e/o da sedimento. Un classico esempio di quest'ultimo tipo di organismi dal passato geologico sono le Rudiste, bivalvi vissuti nel Cretaceo che potevano dare luogo a biocostruzioni di notevole estensione.
Recenti studi  hanno suggerito per i sedimenti marini un'ulteriore sorgente di carbonato di calcio: i pesci teleostei, ossia i pesci con scheletro osseo. Questi sono in grado di produrre grandi quantità di carbonato di calcio nei loro intestini come una risposta osmoregolatrice alla continua ingestione di acqua di mare, ricca in calcio e magnesio, espulsi come rifiuti. Questo carbonato di calcio, più ricco in magnesio rispetto a quello planctonico, e quindi più solubile, viene stimato che possa costituire dal 3% al 15% della produzione totale di carbonato oceanico e contribuire fino a un quarto del bilancio del carbonato di calcio di origine marina; questi dati potrebbero spiegare l'abbondante distribuzione di carbonato nei primi 1000 metri superiori delle masse d'acqua marine.

#### Classificazione degli organismi che formano il calcare
- Piante
  - Alghe verdi calcaree fisse al substrato: litotammi, halimeda, etc., in cui il calcare viene fissato nei tessuti rendendoli immangiabili per gli animali erbivori. Solitamente queste alghe si trovano entro ambienti di scogliera
  - Alghe calcificate planctoniche (galleggianti passivamente): coccolitoforidi di dimensioni microscopiche
- Animali
  - bentonici: coralli, spugne calcaree, foraminiferi, briozoi, brachiopodi, echinodermi, molluschi, vermi, crostacei
  - planctonici: foraminiferi, pteropodi
  - nectonici (galleggianti attivamente): crostacei (trilobiti, ostracodi), pesci ossei.

### Formazione clastica del calcare
Le rocce calcaree clastiche si producono per disgregazione e spostamento di agglomerati di CaCO3 formatisi come spiegato nei paragrafi precedenti e già consolidati. Sono suddivise secondo granulometrie.

## Diagenesi dei sedimenti calcarei
Sugli ammassi di materie calcitiche agiscono elevate pressioni e varie condizioni di temperatura; anche i processi chimici proseguono. I sedimenti calcarei dapprima spesso "agglomerati sciolti" si convertono quindi in roccia compatta.
In base alla loro tessitura si possono distinguere le seguenti rocce di composizione carbonatica:
- Marmo: Roccia cristallina prevalentemente a grana grossa, formatasi per metamorfismo di altre rocce calcaree.
- Dolomia: Roccia carbonatica costituita dal minerale Dolomite, può avere origine sedimentaria o derivare dalla diagenesi di rocce carbonatiche.[3]
- Calcare oolitico: Costituito da aggregati sferici (ooliti) o ovoidali a struttura concentrica.
- Calcare nummulitico: calcare con abbondante presenza di nummuliti.
- Calcare compatto: Generalmente di origine organogena presenta una rottura da concoide, scheggiosa e le colorazioni più diverse. La struttura è a strati e banchi, oppure massiccia. Spesso presentano impurità come argilla, silice etc...
- Calcare stratificato: Calcari compatti, spesso a stratificazioni fini, in parte a struttura agatata come si ritrova nell'alabastro orientale proveniente dall'Egitto o nel marmo d'onice verde-giallo del Messico.[4]
- Calcare terroso: Generalmente friabile. A questa varietà appartiene il gessetto da lavagna.
- Lumachella: ogni roccia sedimentaria organogena (quasi sempre un calcare) i cui granuli siano gusci di molluschi.[5]

## Calcare ed elettrodomestici
Il calcare naturalmente presente nell'acqua può col tempo ostruire le tubature e danneggiare gli elettrodomestici: per limitarne l'accumulo si devono utilizzare prodotti specifici.